# اشتران
{{بخشی از تاریخ واقعی روستای اشتران
در زمان قدیم مالک خرم رود مرحوم ساروخان چلبی معروف به ساروخان قورچی باشی فرمانده کل قوای ایران بوده است و کاروانهای زیارتی و سیاحتی و بازرگانی داشته که با چارپایان مانند شتر انجام می گرفته است و روستای اشتران قبل از اینکه مسکونی و به روستا تبدیل شود جایگاه و یا پایانه کاروانهای اجداد مرحوم ساروخان بوده است که عمارت های بزرگی در روستای سیستانه فعلی داشته که توسط زمامدارانش اداره می شده است ، توسط حسین چلبی نواده مرحوم ساروخان چلبی روایت شده است }}
روستای اشتران
در مرکز منطقه خرم رود واقع در بخش مرکزی شهرستان تویسرکان، استان همدان واقع شده‌است. منطقه خرمرود دشت‌ها و آبادیهای پیرامون رودخانه خرمرود است که از دامنه رشته کوه الوند تا دشت اسدآباد کشیده شده‌است.
وجه تسمیه و علت نام‌گذاری: منطقه خرم رود یکی از راه‌های فرعی و متصل به جاده ابریشم بوده که در انتهای این راه بازرگانان مجبور بوده‌اند بمنظور عبور از معبر صعب العبور رشته کوه الوند در مکان امروزی اشتران باراندازی کنند و پس از استراحت و تجدید قوا از چهار پایان مختص حمل بار در کوهستان استفاده کنند و این مکان همواره مانند پایانه‌های امروزی محل باراندازی و بارگذاری اشتران بوده‌است. اسناد و مدارکی که در دست است و یک سنگ نوشته به زبان کوفی که در محل مسجد جامع روستا قرار دارد گواه قدمت این روستاست.
موقعیت و مکان‌یابی : اشتران در فاصله ۳۸ کیلومتری جنوب غربی شهر همدان و ۲۱ کیلومتری شمال غربی شهرستان تویسرکان واقع گردیده‌است. از شمال و شمال شرقی با رشته کوه‌های الوند و از غرب با قله خانگرمز محصور شده‌است.

## مشاهیر
مشاهیر :محمداشترانی ملقب به ممد همند با 25 سال سابقه در لاله زار کارمند برجسته آقا امیری

## مردم
مردم این روستا لر هستند و به زبان لری سخن می گویند.

## جمیعت
جمعیت : جمعیت ساکن روستا حدود ۱۰۷۴ نفر در قالب ۳۶۲ خانوار می‌باشد